# Estación Rawson (Chubut)

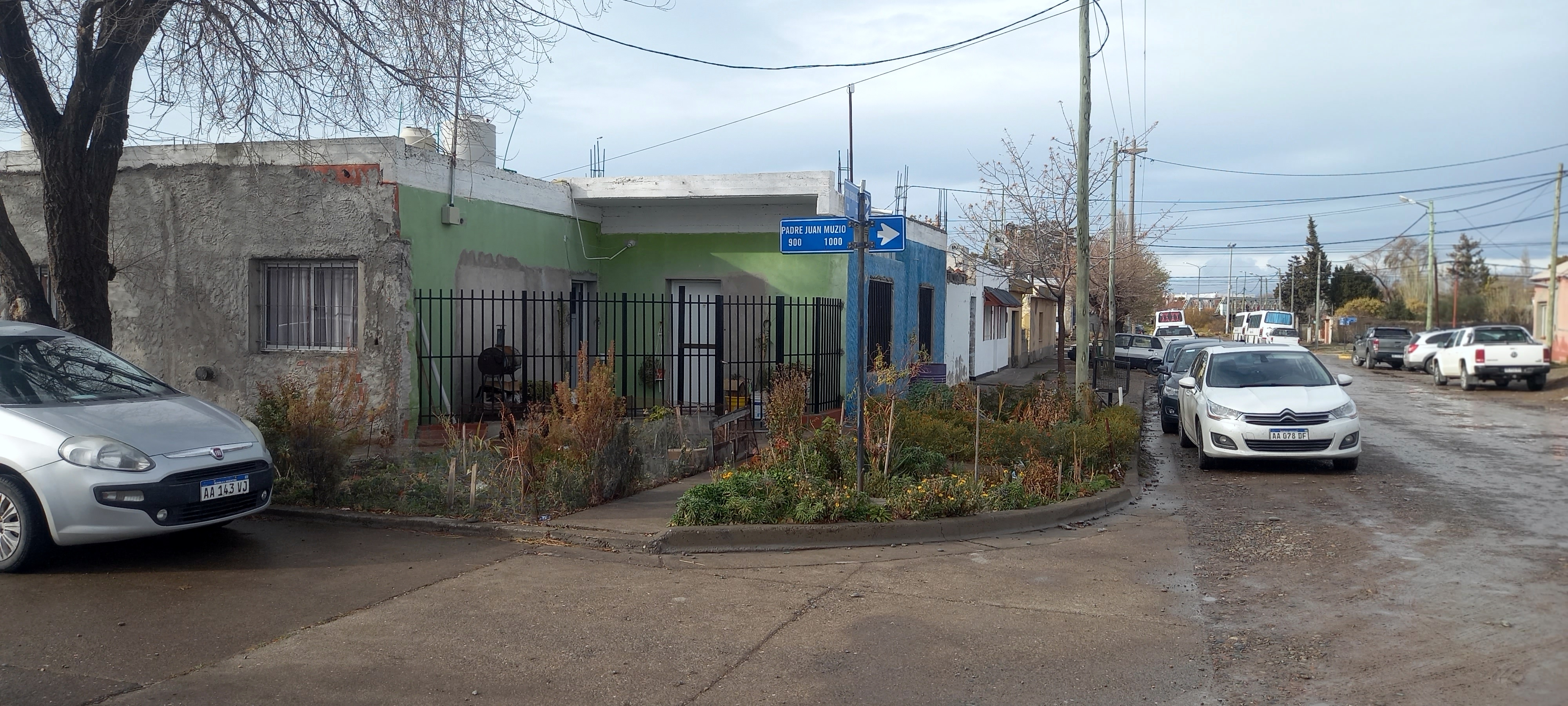
Vista actual de las inmediaciones hacia avenida San Martín, donde estaba la estación, la plaza y las vías rumbo al puente del poeta

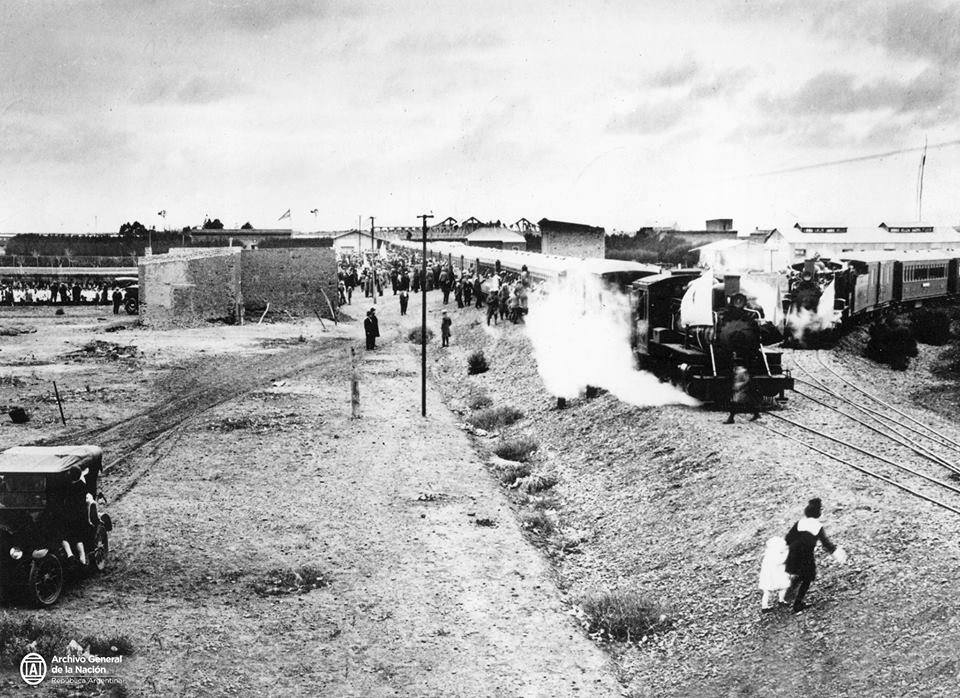
La estación Rawson posiblemente el día de inauguración (1923). El fotógrafo está cara al este. Están dos trenes, cada uno en cargo de una Baldwin 2-8-2/4-4 vestida con banderas. A la izquierda está sobre una de las líneas de tráfico, y la derecha está en el triángulo

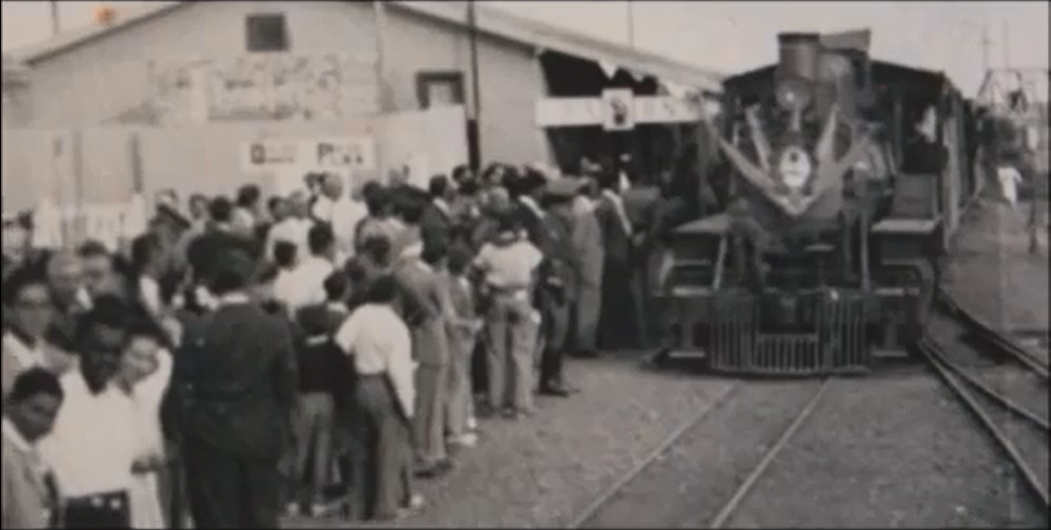
La estación en el momento de su inauguración. La gente local le da la bienvenida al tren que posiblemente se dirige a Playa Unión.

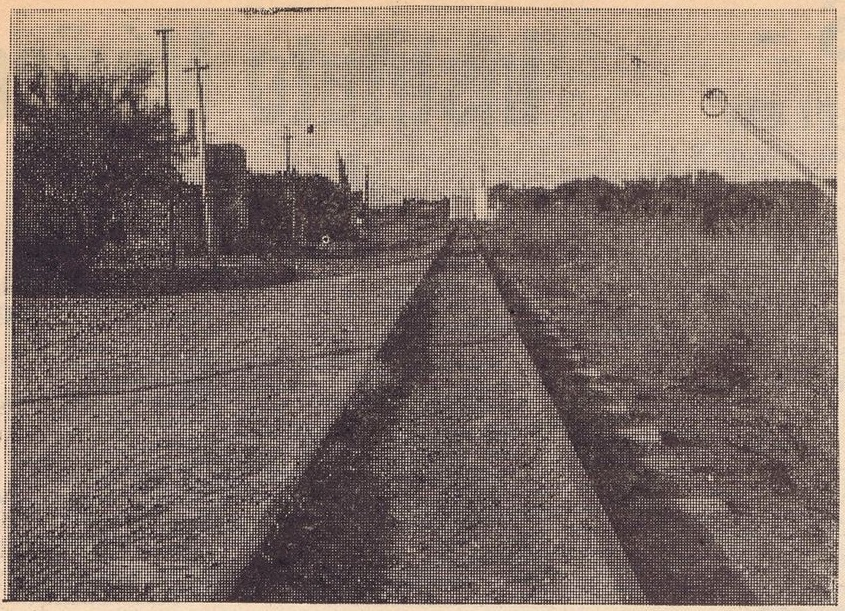
Vías en Rawson antes de ser retiradas en 1967.

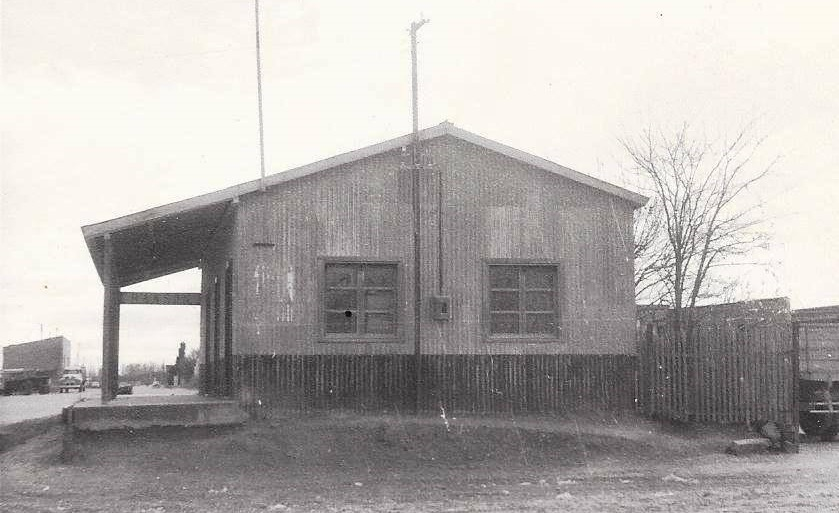
La estación tras el cierre del ramal y antes de ser demolida.

Rawson era una estación ferroviaria  del ramal a Playa Unión que unía Trelew de la Provincia del Chubut con la localidad costera de Playa Unión, pasando por la ciudad de Rawson. Este ferrocarril funcionó desde 1923 hasta el año 1961 en que fue clausurado todo lo perteneciente al Ferrocarril Central del Chubut.

## Toponimia
El nombre de la estación se debe a su localidad, que recuerda al sanjuanino Guillermo Rawson, ministro del interior de entonces, que favoreció la creación de la colonia galesa. Otra estación ferroviaria del mismo nombre existe en el partido de Chacabuco, provincia de Buenos Aires.

## Historia
Con la inauguración de la línea férrea en 1888, la empresa envió cartas al entonces gobernador Luis Jorge Fontana solicitando las extensiones a Rawson y Gaiman. En dichas cartas también se incluyeron planos con los lotes solicitados para las estaciones.

Trelew Dic 31 1888

Señor Gobernador del Territorio del Chubut

Coronel Don Luis Fontana

Exmo Señor

La Compañía del FerroCarril Central del Chubut ante V.E. con el debido respecto se presenta y expone que este Ferrocarril ha pedida al Honorable Congreso de la Nación una concesión para extender la vía desde este punto por el valle del Chubut pasando por el pueblo de Rawson y con la esperanza de obtener dicha concesión en el año próximo pide á V.E. se sirva ordenar la transferencia á este Ferrocarril ó si no reserva los lotes siguientes de terreno números 169, 182, 193 que se necesitan para la Estación y los edificios correspondientes marcados en el plano adjunto.

Es gracia Exmo Sñr

H H Loveday

Administrador.

La inauguración del tramo primer tramo del ramal Trelew - Rawson sucedió el 22 de mayo de 1923. No obstante, la formación ferroviaria tuvo un descarrilamiento a la altura de Casa Blanca, dado que el terraplén había cedido por no estar bien asentado, sumado a que la locomotora estaba en malas condiciones y  debió ser aprovisionada de agua. Solucionado el inconveniente sin heridos ni daños importantes, el tren finalmente llegó a Rawson a las 13:15 hs, donde fue recibido con un acto oficial, encabezado por el gobernador Orestes Franzoni. La formación se detuvo se detuvo en la estación provisoria, levantada frente a la plaza que existía calle por medio con la iglesia parroquial.
Por consiguiente, la inauguración fue totalmente provisoria e incompleta ya que aun faltaban completar diversos trabajos en las vías: reforzar los terraplenes y alcantarillas, construir ramales de desvíos, triángulo para el cambio de dirección de la locomotora y edificar la estación de Rawson. Estos trabajos demandaron 7 meses de intensa tarea, calculándose que todo estaría terminado para el 12 de octubre, fecha que se pensó primeramente habilitarlos pero el mal tiempo reinante atrasó dichos trabajos por lo que recién quedó el servicio liberado al público el miércoles 17 de octubre a las 08.20 horas.
El empalme que posibilitaba el desvío de la vía principal a Puerto Madryn estaba en la esquina sudoeste de la laguna Chiquichano. El ferrocarril ya se encontraba bajo control estatal. Durante su funcionamiento, los trenes no solo iban rumbo a Trelew, ya que en los itinerarios aparece como cabecera del ferrocarril en la línea Rawson - Alto de Las Plumas.
El sábado 17 de noviembre de 1923, se inauguró el último tramo a  Playa Unión, acontecimiento que resultó una espléndida fiesta. Para ello se hizo correr un tren especial desde Trelew, el que previa detención en Rawson llegó a Playa Unión a las 11.30 horas, pero desde Rawson, otros dos trenes lo habían precedido, llegando a las 10.00 el primero y el otro a las 11.00 horas, todos ellos repletos de pasajeros, calculándose que en playa se habían reunido más de 1.000 personas. 
Una serie de tres fotos en el Museo local de Rawson muestra la explotación de un tren de excursión muy largo: una Baldwin junto a 18 coches. También existen varios archivos de accidentes ocurridos en este ramal.
Desde la inauguración la población rawsense se mostró muy alegre y entusiasmada ya que pensaban que en un futuro cercano, el ramal ferroviario no solo arribaría a Playa Unión, sino que alcanzaría el puerto de Rawson en la desembocadura del río Chubut; cosa que no ocurrió nunca.
La estación cesó su actividad con el cierre del ramal en 1961.

### Luego de la clausura
A los años del cierre del ferrocarril la estación y sus instalaciones vivieron algunos años de abandono, hasta que fue erradicada. Según un testimonio, un tiempo luego del cierre el cuidador la había demolido porque los militares la querían convertir en un cuartel. La plaza sobre la que se situaba la estación se llamaba Lamarque y estaba frente a la iglesia María Auxiliadora de Rawson. En un principio todo lo que rodeaba a la plaza estaba pensado como un centro cívico, pero las bastas inundaciones del río obligaron a replantear los planes hacia tierras más altas donde hoy está la plaza Rawson. Esta plaza fue levantada por la municipalidad para ser loteada con diferentes fines. En su lugar se levantan diversas edificaciones como el Tribunal de Faltas y el Instituto Provincial. Ya para inicios de la década de los años 1990 no había indicios casi de rastros ferroviarios en el tramo Trelew - Playa Unión. De este modo Rawson, dejó de tener una plaza ferroviaria y todo rastro de la vida ferroviaria fue levantado completamente.
En 1993 el consejo deliberante de la ciudad proclamó monumento histórico municipal al Puente Ferroviario Rawson-Playa Unión que se encuentra pasando este punto camino a Playa Unión. Siendo uno de los pocos puntos ferroviarios resguardados y visibles.
La desaparición de todo el patrimonio histórico ferroviario de Rawson, en especial su estación, creó un gran sentimiento de nostalgia en sus habitantes. En 2014 se conoció un proyecto de la Cámara de Comercio de Rawson para recrear en su patio una réplica de la desaparecida estación. Se prometía que sería inaugurada en 2015 y sería exacta en todas sus medias. La construcción se haría por colaboraciones de los mismos asociados con diferentes componentes y contribuciones, y la organización de iniciativas para recaudación de fondos. El proyecto perteneció al MMO Hugo Yévenes y se encararía a través de un sistema industrializado para el cual ya se encontraba asegurada la platea. Al año 2022 no había ningún tipo de avance.
Para 2022 un grupo de vecinos amantes de la historia de Rawson anunciaron que Damian Biss, actual intendente, había adjudicado un terreno para la futura casa de cultura y museo. El objetivo sería construir una réplica de la exestación y se estaría en trámites de amojonamiento con el agrimensor Ramón Álvarez.

## Funcionamiento

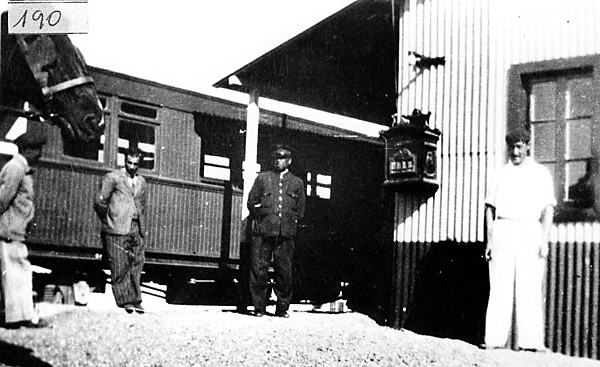
Tren detenido en Rawson. Se aprecia también un buzón postal.

Un análisis de itinerarios de horarios de este ferrocarril a lo largo del tiempo demuestra como fue variando sus líneas, horarios y cabeceras. En un primer momento Madryn era solo punta de rieles, y en otros determinados años la cabecera del ferrocarril alternada con Trelew. Esto se explica en que el verdadero papel de derivador de las líneas y recorridos fue cedido a Trelew por ser clave en el ramal a Rawson, al tramo restante del valle del Chubut y a la otra punta de rieles de Las Plumas. 
El primer informe de horarios de este análisis del año 1928 mostró al ferrocarril dividió en dos líneas. Desde Madryn partía la línea «Central del Chubut» con destino a Dolavon, previo paso por las intermedias. Este viaje contenía una sub línea a Gaiman que partía a las 7:30 y arribaba a destino a las 11:30.
La segunda era llamada «A Colonia 16 de Octubre». Aunque el tren no arribaba a dicha colonia, lo hacía en combinación con buses. Esta línea recorría el resto del tendido hasta Alto de Las Plumas, sin embargo el punto de salida era Rawson y no Madryn. El viaje iniciaba a las 9:25 y culminaba a las 18:57. Otros viajes contenidos en esta línea era el ramal de Trelew-Rawson de 40 minutos y otra línea de Rawson a Dolavon que partía a las 18 hs. y culminaba a las 20:07.
Un segundo informe de 1930 expuso unificadas las dos líneas anteriores y puso a Madryn como cabecera. El viaje partía de estación Puerto Madryn a las 7:30 y arribaba a Las Plumas a las 19:35. Se vio también como Rawson perdió el protagonismo frente a Trelew, que se mostró eje de otras líneas. La primera de Trelew a Gaiman iniciaba a las 13 horas y llegaba a destino a las 13:35. En tanto, la línea de Trelew a Dolavon salía a las 18:55 con arribo a las 20:17.
La Línea que ejecutaba el ramal de Trelew a Rawson se mantuvo con modificación en horarios y frecuencias. El viaje, todos los días menos los domingos iniciaba a 8:05 y arribaba a las 8:45. La segunda frecuencia que partía a las 10:40 con llegada a 11:20. En tanto por la tarde el servicio partía a las 16:30 y llegaba a esta estación a las 17:10. En tanto los domingos y feriados el servicio partía a las 9:00 horas con arribo a Rawson a las 9:40. Por la tarde el servicio partía de Trelew a las 14:00 horas para llegar a las 14:40 a Rawson.
El itinerario de 1934 fue unos de los más completos. En el se brindó por primera vez información sustanciosa y clave del ramal. De este modo, se reveló la longitud , materiales, estaciones y se introdujo la novedad de los ferrobuses. El ramal tenía un servicio de diez trenes mixtos cada semana, y en adición, nueve viajes por coche motor. Había tres trenes desde Trelew por día en la mayoría de los días desde las 9:05, 11:25, 15:00 y 17:00, mientras que el arribo a Playa Unión tardaba en coche motor 40 minutos y 55 minutos si era a vapor. En cuanto a lo diferentes puntos del ramal, fueron nombrados por primera vez Empalme Playa Unión, estación Playa Unión y el desvío km 78.
El informe de 1936 constató la mejoría en los tiempos de los viajes a vapor y la novedad de los coches motor que mejoraron el servicio. El viaje a Las Plumas iniciaba a las 8:45 y culminaba 19:30. El viaje de Trelew a Rawson se acortó y pasó a 30 minutos. Se mostraron 4 frecuencias. La primera partía todos los días menso los domingos de Trelew a las 9:25 con llegada a estación Rawson 9:55. La segunda frecuencia también era ejecutada todos los días. Esta partía de Trelew a las 11:20 para arribar a las 11:50. En tanto, la tercera frecuencia era operada con trenes mixtos que partían desde Trelew a las 16:00 y arribaban a Rawson 16:35, el tren asistía al ramal todos menos miércoles y sábado. Estos dos días eran atendidos con otro coche motor que partía de Trelew a las 16:00 con arribo a Rawson 16:30. 
La guía de horarios del 1 de abril de 1938 no expuso diferencias significativas respecto al documento de 1936. Sin embargo, el empalme a Playa Unión alcanzó su nombre oficial en desmedro de la anterior denominación "empalme a Rawson". Esto también se trasladó al nombre del ramal que pasó a denominarse a Playa Unión en los años posteriores.
El itinerario de Ferrocarriles del Estado del 15 de diciembre de 1940. En este documento fue el segundo que presentó en su totalidad el ramal Trelew - Playa Unión. El itinerario reveló que el ramal contenía dos líneas: la primera operaba con ferrobuses que partían los miércoles de Trelew a las 9:10 y finalizaban en Rawson. En tanto, la otra línea ejecutada por ferrobuses que hacían el tramo completo hasta Playa Unión martes, jueves, viernes y sábados saliendo desde Trelew a las 9:10 y finalizando en Playa Unión a las 10:00. El mismo viaje tenía una variación partiendo los miércoles 10:30, arribo a Rawson 11:00 y finalización a las 11:20. El último aspecto del ramal a Playa Unión es que era conectado por trenes mixtos diariamente los domingos desde las 16:30, paso por Rawson a las 17:05 con arribo a las 17:25; también los domingos estos trenes partían desde las 9:10 para llegar 10:05 y contaban con una salida intermedia desde las 14:30 para llegar 15:10. También, estos trenes ejecutaban salidas los lunes 9:10 con arribo al balneario a las 10:10.
El informe de 1942 no brindó grandes variaciones con el de 1936. No obstante las frecuencias cambiaron de horarios y días. La primera mostró que el servicio partía desde Trelew a 9:05 con arribo a Rawson, todos los días menos los domingos. La segunda lo hacía desde Trelew 10:30 con arribo 11:00hs solo los miércoles. La tercera partía los martes, jueves y viernes desde Trelew a las 16:00 para llegar a Rawson a las 16:30. La última frecuencia seguía operada por trenes mixtos los días lunes, miércoles y sábados con salida de Trelew a las 16:00 y arribo a Rawson 16:30.

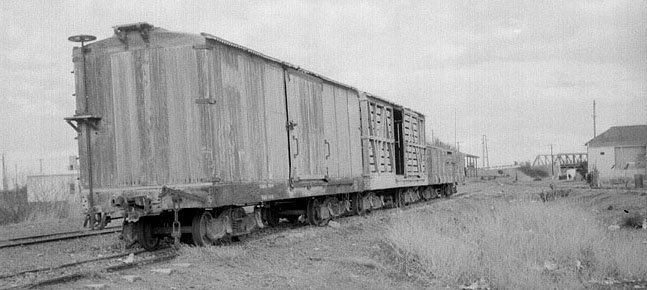
Vagón en la playa de maniobras de Rawson.

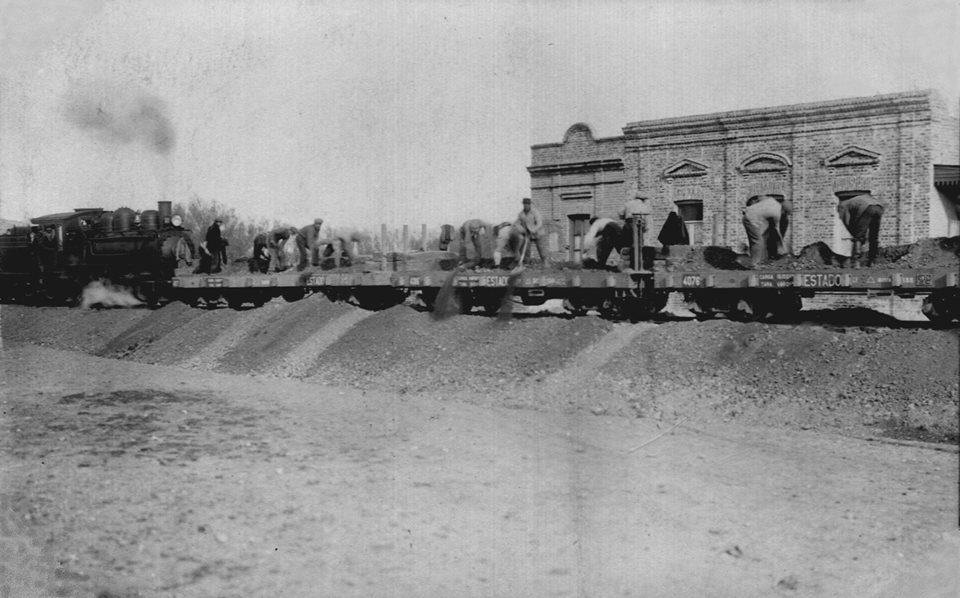
Terraplén en reparación cerca de la estación.

El itinerario del verano de 1946  agregó más frecuencias con la misma demora de 30 en el viaje de Trelew a Rawson. Alternando Rawson y Playa Unión como punta de rieles del ramal.  La primera de las frecuencias partía a las 6:35 con arribo a las 7:05 solo a Rawson, todos los días hábiles. La segunda partía a las 7:00 desde Trelew para llegar a Rawson a las 7:30. La tercera era operada por trenes mixtos desde las 8:20 con arribo final a Rawson 8:55. En esta frecuencia no se aclaró los días pero empezó a figurar Playa Unión como destino final del ramal, luego de pasar por Rawson el tren llegaba a Playa Unión a las 9:10. La cuarta frecuencia era operada por ferrobús todos los días menos los domingos. Esta partía de Trelew 10:30, llegaba a Rawson a las 11:00 y luego seguía a Playa Unión con arribo 11:15. La quinta partía de Trelew a 13:15 con destino a Rawson a 13:45. La sexta era llevada a cabo por trenes mixtos partiendo de Trelew a las 14:10, paso por Rawson a las 14:45 y arribo a Playa Unión a las 15:00 horas. La última frecuencia era operada de nuevo por coche motor todos los días menos los domingos. El viaje partía desde Trelew a las 18:45 para arribar a Rawson 19:45. Por último, el documento clasificó a esta estación entre las principales del ferrocarril.
El 10 de diciembre de 1948 fue presentado otro itinerario. El mismo mantuvo condiciones similares que su antecesor. La sección de la línea que tenía como destino Playa Unión encontró un servicio diversificado y aburándote: un viaje ejecutado en coches motor  todos los días desde las 10:40, paso por Rawson a las 11:10 con arribo al balneario a las 11:25. El regreso se producía desde las 13:00 con visita a Rawson a las 13:12 y arribo a Trelew a las 13:45. En tanto, trenes mixtos ejecutaban el viaje todos los días saliendo desde Trelew a las  8:35 y 13:50 para alcanzar el balneario a las 9:25 y las 14:40. El viaje de regreso todos los días desde las 13:00 y las 18:05 y los domingos desde las 18:55 y las 9:35. Por otra parte, el ramal contenía una sub línea que no alcanzaba Playa Unión. La misma partía todos los días hábiles con ferrobuses desde Trelew a las 6:25 y alcanzaba Rawson a las 6:55. Además, el servicio se completaba con un servicio diario (menso los domingos) desde las 18:35 con arribo a Rawson 19:05. Por último, el documento informó que Rawson era la única estación en todo el ramal habilitado para proveer agua a las locomotoras.
Por último, el documento no informó existencia de los demás desvías; siendo km 78 el único de este tipo informado.
Para el último informe de horarios de noviembre de 1955 se comunicó que los servicios de pasajeros corrían en 6 frecuencias todas operadas solo por ferrobuses. La primera se ejecutaba de lunes a viernes desde Trelew a las 6:25 con arribo a esta estación a las 6:45. La segunda partía los días hábiles de Trelew a las 8:35, pasando por Rawson a las 9:05, con destino final Playa Unión a las 9:18. La tercera operaba domingos y feriados. Partía de Trelew a las 8:35, pasando por Rawson a las 9:10 para terminar el viaje en Playa Unión a las 9:25. La cuarta frecuencia corría todos los días menos domingos desde las 10:40, pasando por Rawson a las 11:10 con arribo a Playa Unión a las 11:25. La quinta frecuencia no especificó días. Esta iniciaba 14:20, pasaba por Rawson a las 14:55 con arribo final a Playa Unión a las 15:15. La última salía todos los días desde Trelew a las 18:00, llegando a Rawson a las 18:35, para finalizar a las 18:55 en Playa Unión. Las frecuencias fueron 1,2 y 4 fueron hechas por servicio limitado que parece corresponderse con los ferrobuses. Mientras que las 3, 5 y 6 fueron realizados por servicios de clase única. Estos servicios tardaban 5 minutos más, y aunque el informe afirmó que eran ferrobuses los ejecutores, es más probable que estos servicios fueron hechos pro trenes mixtos como los otros informes.

## Características e infraestructura
Se ubicaba en el kilómetro 88,2 de la vía férrea tomando la distancia desde Puerto Madryn, y a aproximadamente 5 metros sobre el nivel del mar. Existen diferente fuentes que revelaron la infraestructura de esta estación:
En una primera instancia el itinerario de 1934 declaró:
- Triángulo.
- Vía auxiliar:300 metros.
- Vía de apartadero:200 metros.[25]

Posteriormente, el itinerario de 1940 afirmó que la estacón contaba con:
- Triángulo.
- Vía auxiliar:382 metros.
- Vía secundaria:250 metros.[26]

Por último, según una recopilación de datos del itinerario de 1945 e informes de la época de clausura declaró que esta estación era de tipo primera categoría  Esta categoría posibilitaba que Rawson dispusiera de todos los servicios del ferrocarril: pasajeros, encomiendas, cargas y hacienda (P. E. C. H).. En cuanto a la hacienda, el informe aseguró: “Recibe y despacha hacienda con previo arreglo únicamente". En tanto, para desarrollar sus tareas se informó que se valía de:
- Apartadero de 250 metros.
- Desvíos: 382 metros.
- Triángulo ferroviario.[27]

Posiblemente, la diferencia se deba a una mejor medición, ampliación o un error en la recopilación de datos. En cuanto al edificio, este era sencillo de chapa y madera. La línea pasaba cerca la ribera del río Chubut para pasar por el término norte del puente carretero. Por otro lado, este punto era de los más importante del ferrocarril; dado que el posteo telefónico que acompañaba a los rieles tenía aquí un conmutador que derivaba las comunicaciones hacia el resto de los puntos del ferrocarril.

## Galería
|                                                |
| Puente de Rawson con las vías en primer plano. |

|                                                                                |
| Sitio cercano donde estuvo la estación Rawson y su infraestructura ferroviaria |

|                                                           |
| La plaza Lamarqué sufrió la erradicación como la estación |

|                                  |
| Vías abandonadas y en mal estado |